# Karen Page
Karen Page est un personnage de fiction évoluant dans l'univers Marvel de la maison d'édition Marvel Comics.
Créé par le scénariste Stan Lee et le dessinateur Bill Everett, le personnage apparaît pour la première fois dans le comic book Daredevil (vol. 1) #1 en avril 1964.
Le personnage a été un membre régulier de la série Daredevil en tant que petite amie et premier amour du personnage principal, Matt Murdock, alias le héros costumé Daredevil.
Le personnage est d'abord interprété par l'actrice Ellen Pompeo dans le film Daredevil (2003). Puis par Deborah Ann Woll dans l'univers cinématographique Marvel, dans les séries télévisées Daredevil (2015), The Punisher (2017), The Defenders (2017) et Born Again (2025).

## Historique de la publication
Dans ses premières apparitions, Karen Page est la secrétaire du cabinet d'avocats de Matt Murdock, alias le super-héros Daredevil, et de son partenaire l'avocat Foggy Nelson, avec qui elle partage tous deux des sentiments.
Sa relation avec Murdock est en chute libre quand ce dernier lui révèle son identité secrète dans Daredevil #57 (octobre 1969), déclenchant une longue rupture qui se termine par un départ de la série au numéro 86 (avril 1972). Dans ses dernières histoires, elle change de métier pour devenir actrice de cinéma.
Après trois ans d’absence, le personnage revient dans Ghost Rider (vol. 2) #13 en août 1975 jusqu'au numéro 26 en octobre 1977. Un crossover dans Daredevil #138 lui permet de revenir brièvement dans la série où elle a débuté. Le personnage fait ensuite une apparition dans Marvel Two-in-One en 1978.
Le personnage revient dans la série Daredevil durant l'arc narratif Born Again (en) (Daredevil #227–231, scénarisé par Frank Miller et dessiné par David Mazzucchelli), débutant dans Daredevil #227 en février 1986, ce qui lui permet de retrouver son précédent rôle en tant qu'amoureuse de Matt Murdock.
La scénariste Ann Nocenti accroit considérablement le développement de leur relation et fait de Karen l’associée de Daredevil pour la première fois dans le numéro #259, celle-ci elle agissant sous couverture pour faire tomber un réseau de pornographie enfantine. Elle quitte de nouveau la série au numéro 263 (février 1989) après une nouvelle rupture avec Murdock, mais revient deux ans plus tard dans Daredevil #294 (juillet 1991).
Dans Daredevil (vol. 2) #5 (mars 1999), le personnage est tué par l'adversaire de Daredevil, le Tireur.

## Pouvoirs et capacités
Karen Page n'a aucun super-pouvoir. Elle était une secrétaire juridique compétente, une actrice de cinéma moyenne et une très bonne animatrice radio. 

## Apparition dans d'autres médias

### Télévision

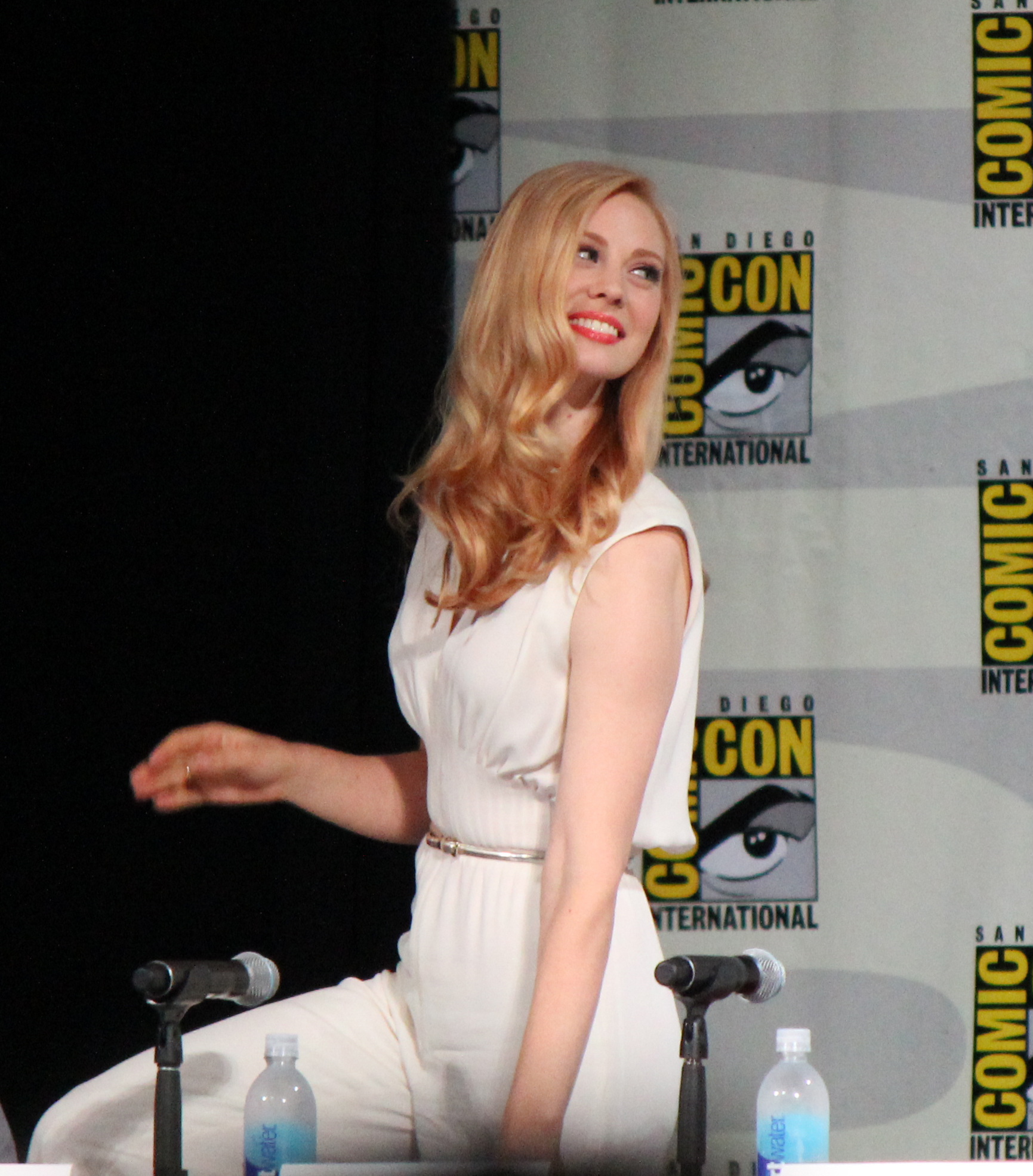
Deborah Ann Woll interprète le personnage de Karen Page dans les séries télévisées sur Netflix.

Karen Page apparaît dans plusieurs séries télévisées de l'univers cinématographique Marvel sur Netflix, interprétée par Deborah Ann Woll.
- Karen Page est l'un des personnages principaux dans la série Daredevil sur Netflix. Dans la première saison, elle découvre des preuves d'une activité illégale dans l'entreprise où elle travaille, Union Allied Construction. Le criminel Wilson Fisk étant lié à ces activités, il la piège en faisant croire qu'elle a tué son collègue de travail dans son appartement. Après deux atteintes à sa vie, Matt Murdock et Foggy Nelson interviennent comme avocats à sa défense et l'innocentent. Elle devient alors leur secrétaire dans leur cabinet d'avocats. Détenant des informations sur son ancien employeur, elle tente d'obtenir l'aide du reporter qui a écrit l'article sur Union Allied, Ben Urich (en). Celui-ci accepte de l'aider à révéler la machination derrière son agression en suivant la trace de l'argent d'UAC. Ils parviennent à découvrir que Wilson Fisk est le commanditaire, et essayent de l'atteindre en retrouvant la trace de sa mère. James Wesley, l'homme de main de Fisk qui a découvert ses manigances, décide de s'occuper seul de Karen en la kidnappant pour la faire chanter. Elle s'en sort et à la fin de la première saison, Wilson Fisk est appréhendé par Daredevil et mit en prison.
- Le personnage apparaît également dans la série The Defenders en 2017. Elle est présente dans les épisodes 1, 5, 7 et 8.
- Elle apparaît ensuite dans la série The Punisher en 2017. Elle est présente dans les épisodes 2, 5, 9 et 10 de la saison 1 et dans l'épisode 11 de la saison 2.
- Le personnage (et l'actrice) revient dans les premiers épisodes de la série Daredevil: Born Again (2025).

### Cinéma
Interprété par Ellen Pompeo
- Daredevil (2003) réalisé par Mark Steven Johnson.

La plupart de ses scènes ont été supprimées du film, mais elles peuvent être vues dans la version longue Director's cut. Dans le film, elle est visiblement attirée par Matt Murdock, notamment lorsqu’elle lui présente deux invitations à la soirée d’affaires de Wilson Fisk (alias le Caïd) et montre une déception visible lorsque Foggy Nelson prend rapidement la deuxième invitation pour lui-même. Lorsque Matt suit les agents du Caïd, Karen aide Foggy à déterminer la signification d'une preuve importante dans une affaire en cours.